# (8183) 1992 UE3
(8183) 1992 UE3 là một tiểu hành tinh vành đai chính. Nó được phát hiện bởi Seiji Ueda và Hiroshi Kaneda ở Kushiro, Hokkaidō, Nhật Bản, ngày 22 tháng 10 năm 1992.